# Casa Grande de Romarigães
A Casa Grande de Romarigães é uma casa nobre barroca situada na freguesia de Romarigães, no município de Paredes de Coura, em Portugal.
A Casa Grande está localizada em Romarigães, no sudoeste de Paredes de Coura. Esteve longos anos em avançado estado de degradação, as sebes altas e o edifício coberto por farto musgo. 
A propriedade pertence a particulares. Em 2021, a Câmara Municipal de Paredes de Coura iniciou obras de reabilitação para musealizar o edificado. 
Do edificado destaca-se a capela do Amparo, no quintal da Casa e uma belíssima gravura esculpida no muro exterior do edifício.

## Reabilitação e abertura ao público
Depois de estar degradada, foi alvo de obras de requalificação que terminaram em maio de 2023.
A reabilitação da Quinta do Amparo é inaugurada em 29 de Julho de 2023 como centro de literatura e cultura, e como viagem pela história do romance.
A nova Casa Grande de Romarigães está dividida em três espaços, sendo que o piso 0 propõe conhecer melhor a vida e obra de Aquilino Ribeiro. Neste espaço, entre outros elementos, podem encontrar-se a sua máquina de escrever, a caneta e alguns dos seus manuscritos.
O piso 1 acolhe a Sala de Escrita – com lousas, máquina de escrever e ‘tablets’. Na capela contígua e dedicada a Nossa Senhora do Amparo, “na qual sobressai a interessante fachada barroca”, os visitantes são convidados a assistir a uma curta-metragem de animação, realizada para este espaço e cujo mote foi a relação de Aquilino Ribeiro com a natureza.

## Aquilino Ribeiro
Quando se refere a Casa Grande de Romarigães é obrigatório lembrar desde logo Aquilino Ribeiro (1885-1965). O escritor beirão está intimamente ligado à vila minhota e a este solar graças ao seu romance homónimo A Casa Grande de Romarigães publicado inicialmente em 1957. A casa retratada no livro foi morada do ex-Presidente Bernardino Machado e do próprio Aquilino, que se casou com uma filha daquele presidente, na época ainda vivo.
Aquilino Ribeiro notabilizou-se na literatura lusa pelo estilo pícaro, pela apurada descrição de sensações e pelo vasto léxico utilizado. Da sua bibliografia - obras de ficção, de história, contos infantis, ensaios e traduções - destaque ainda para Quando os Lobos Uivam (1959) e Terras do Demo (1919).

## Descrição arquitectónica
Conjunto formado pela casa, anexos de função rural e capela do Amparo. Casa nobre, oitocentista, antecedida por um grande portal armoreado. A capela do Amparo apresenta a fachada decorada com nichos, imagens, carrancas, volutas, frontões e um óculo, tudo lavrado em pedra da região. A fachada é rematada por um campanário.